# Konrad Utz
Konrad Utz (Heidelberg, 1968) é um filósofo alemão que mora no Brasil. É professor da Universidade Federal do Ceará (UFC) e desenvolve um sistema filosófico global cujo conceito central é o acaso.

## Biografia
Konrad Utz estudou Teologia Católica em Tübingen (Alemanha) e Pune (Índia) e fez doutorado em Filosofia em Tübingen. É professor de Filosofia da Universidade Federal do Ceará, em Fortaleza, desde 2006.

## Obra
Konrad Utz desenvolve um sistema filosófico a partir do conceito do acaso. Suas principais fontes de inspiração são Kant e Hegel, além de Aristóteles e da Filosofia da Índia.
Além de seus trabalhos filosóficos, ele publicou um livro de histórias para crianças, “Histórias de dragão e urso” (Geschichten von Drache und Bär), em 2006.

## Posições Filosóficas
Konrad Utz defende as seguintes posições filosóficas:

### Acaso[2]

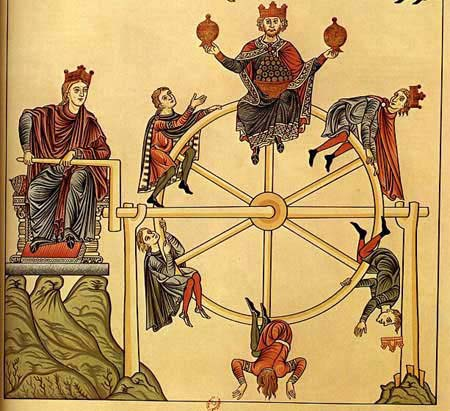
L’Hortus Deliciarum

Conforme o entendimento normal, o acaso é a transição de uma mera possibilidade (uma possibilidade não necessária e contrafatual) para uma fatualidade. Quando um dado é jogado, há seis resultados possíveis, os quais nenhum é necessário. Quando o dado cai, um único lado fica com a face para cima de fato. Normalmente, a transição é concebida de tal maneira que as possibilidades já existem em e por si e que os fatos constam em e por si.

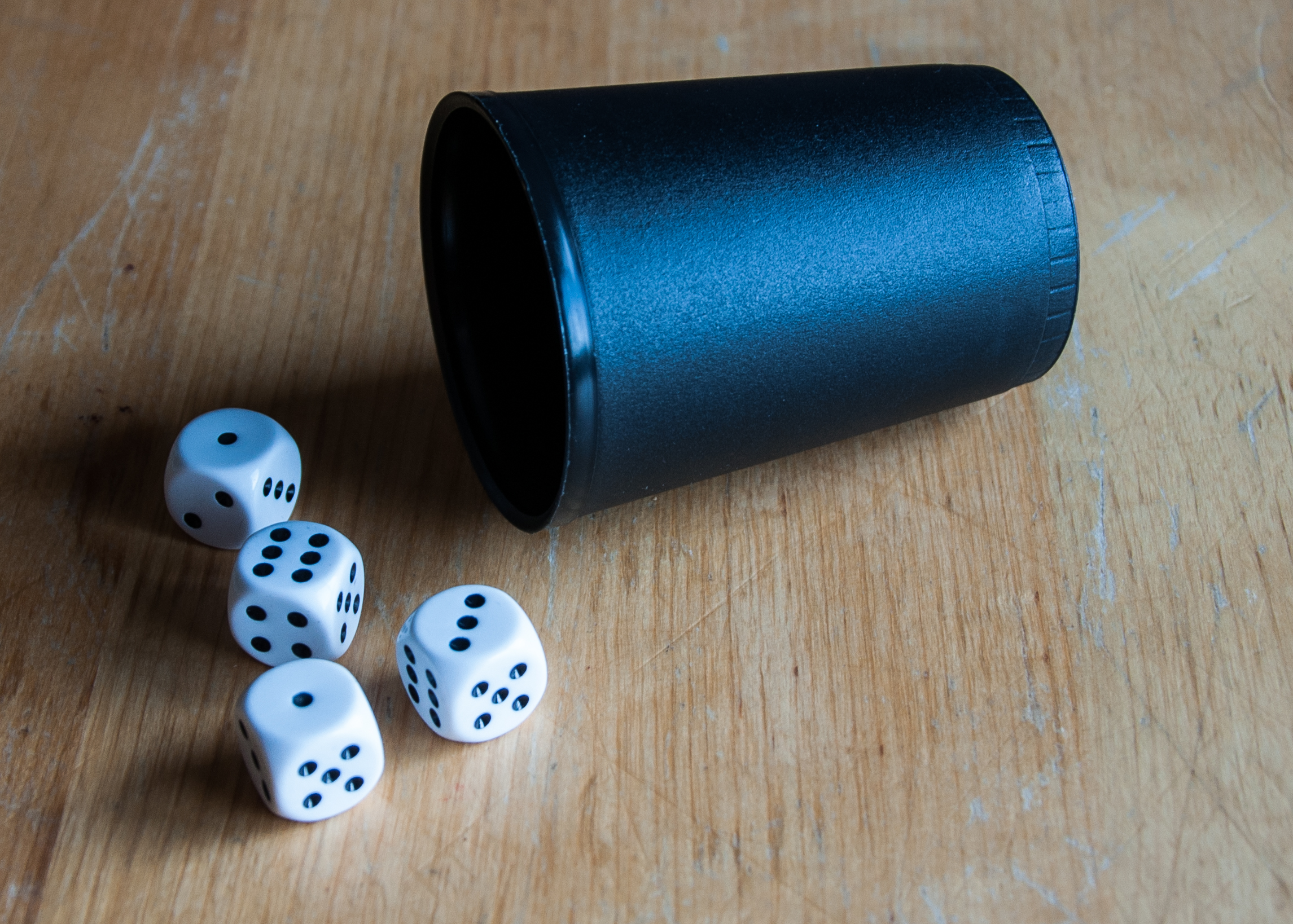
160327 White dice 10

 Utz tenciona mostrar que esse não pode ser o caso e que possibilidade e fatualidade precisam ter sua origem no acaso. A transição é mais original que as partes entre as quais ela é transição. O meio é a origem dos dois lados que se diferenciam a partir dele: primeiro entre possibilidade e fatualidade, depois entre outras diferenciações. Essa contraposição se estabelece no acontecer do acaso, e este acontecer sempre se articula em contraposições. Para este acontecer que é reciprocamente condicionado, Utz usa o termo “dialética ingressiva”. O acaso neste sentido é a origem de todo ser e de toda determinação, toda consciência e todos os valores. Portanto, ele não é o oposto da ordem – isso seria o caos –, mas é a mediação entre ordem e desordem, determinação e indeterminação, ser condicionado e ser incondicionado. O próprio acaso constitui determinação e ordem – sendo que essas nunca são completas e totais. Manfredo A. de Oliveira explica sobre a concepção de Utz:
“... o acaso é princípio absoluto não enquanto um princípio que enquanto tal determina completamente o principiado, mas enquanto princípio que deixa livre o principiado perante o originário – ou, expresso positivamente, abre-lhe um espaço de possibilidade.”

### Teoria do Evento (ontologia)[5]
O evento é o acaso em seu desdobramento em espaço e tempo. Ele é a origem do ser e é anteposto a todo ente categoricamente determinado. Por outro lado, o evento não é algo fora deste ente: ele se articula apenas a ele. Todo ente é constitutivamente incompleto: é incompletamente fundamentado e incompletamente determinado. O ser não pode substituir a si mesmo, nem individualmente nem no todo. Ele é real apenas na medida em que acontece no evento. O acontecer é originariamente dialético, isto é, ele se articula em diferenciações que não são completamente redutíveis a uma origem geral pressuposta ao acontecer. O evento enquanto acontecer dialético é o centro e a origem do ser que se desdobra a partir dele em passado e futuro, dimensionalidade espacial e finalmente nas categorias (semelhantes às kantianas) do indivíduo, da função, do estado-de-coisas e da lei.

### Teoria da Consciência (teoria do sujeito, do conhecer e do agir)
Anton Friedrich Kochescreve:
“Utz parte do conceito lógico-matemático de função (matemática) que toma um ou mais argumentos como dado de entrada e retorna um resultado bem determinado como valor: um moinho de café retorna pó de café, quando grãos de café são os dados de entrada. Uma adição retorna uma soma quando dois números são os dados de entrada. Utz explica a consciência como função interrupta. Figurativamente falando, uma função é cortada no meio. Resultam duas meias-funções (na terminologia de Utz, duas referencialidades assimétricas desiguais), uma meia-função dianteira e uma traseira. Ambas são duplamente insaturadas. A dianteira tem um ou mais lugares vazios para argumentos, mas falta a parte traseira. A traseira tem um lugar vazio para o valor da função, mas falta a parte dianteira. Portanto, elas nunca ocorrem por si mesmas, mas, mesmo assim, são mais fundamentais que seu todo. A consciência, conforme Utz, é caraterizada desta forma: Uma meia-função dianteira é completada pela traseira não para formar uma função, mas de tal maneira que uma meia-função se refere à outra assim como o argumento à meia-função dianteira ou o valor à traseira. A entrada de um argumento na consciência não passa automaticamente para um resultado, mas permanece na meia-função dianteira. Ele é recebido na consciência; é mais recepção que entrada. E o resultado da consciência, isto é, uma ação não é o efeito imediato de uma recepção, mas é realizado espontaneamente a partir da própria consciência. Portanto, na forma mais simples da consciência, a primeira meia-função ou é receptiva, enquanto a efetiva é complementar. Em outras palavras, a meia-função espontaneamente ativa é direcionada justamente a essa primeira. Enquanto tal, a meia-função espontânea apresenta a atenção. Ou a relação é a inversa, a meia-função espontânea-ativa é a basal, e a receptiva é a oblíqua. No primeiro caso, falamos em consciência cognitiva. No segundo caso, em consciência volitiva. Este modelo fundamental possivelmente já se aplica a organismos tão simples como uma minhoca. Depois, ele é sistematicamente desenvolvido e enriquecido de tal maneira que, em seguida, possa ser deduzido à intencionalidade, como também sob o título da “conversão da consciência”, alteridade genuína e, com isso, intersubjetividade, sociedade e espírito.” 

### Teoria daAmizade(filosofia prática)

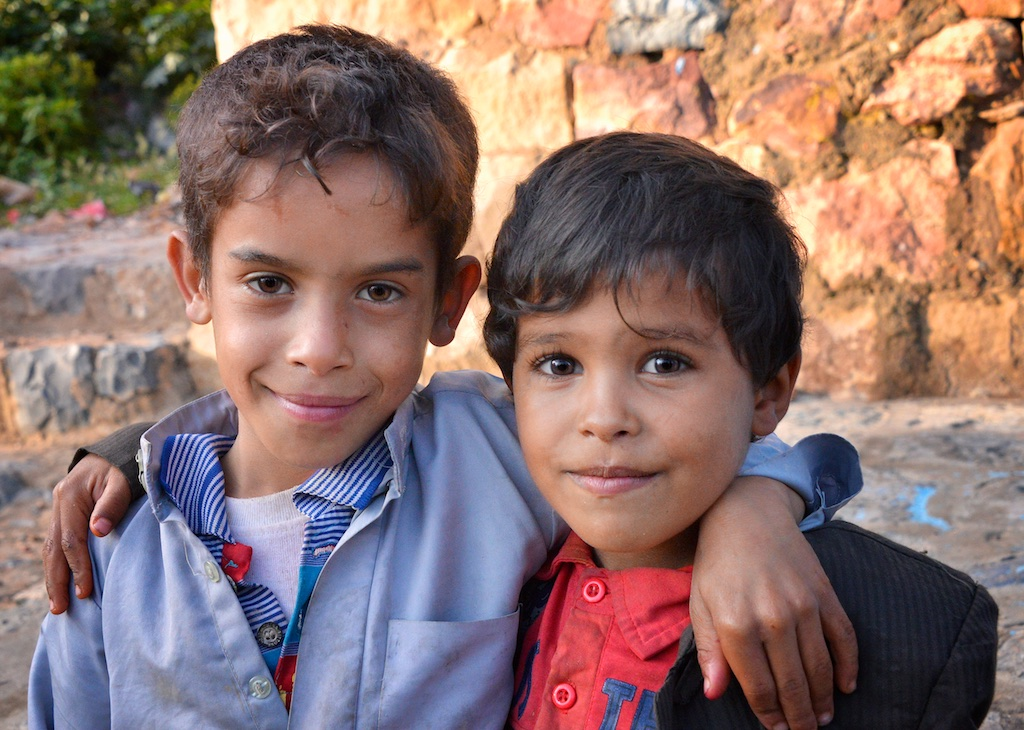
Meninos em Mahweet, Iêmen

Um ser consciente se volta a outro ser consciente. Essa é uma reviravolta original da consciência ou sua conversão. Na consciência simples, não pode haver razão para realizar essa conversão, nem é possível concebê-la a partir dessa. Contudo, é possível compreender como a consciência convertida origina da consciência egocêntrica: essa última vira suas realizações fundamentais, o conhecer e o querer, na direção de seu vis-à-vis e o compreende, nessa reviravolta, com outro self (outro eu-mesmo). O conhecer convertido na direção do outro é o reconhecer; o respectivo querer é o bem-querer, a benevolência. A consciência de outro ser consciente é originariamente benevolente e reconhecente – como também, no mesmo momento, cognoscente e desejante. A unidade destes quatro momentos pode ser chamada “amar”. Contudo, com isso, essa palavra ganha um sentido objetivo não espetacular. Naturalmente, uma pessoa pode, em um segundo momento, distanciar-se do reconhecimento e da benevolência original e pode desrespeitar outro ou querer-lhe mal. Contudo, a conversão originária permanece em último plano e implica uma obrigação frente à outra pessoa. A reciprocidade do amor é a amizade. Nessa, a consciência se completa, na medida em que sua incompletude inerente é complementada por um ser que corresponde a ele por outro ser consciente que vai ao encontro dele com reconhecimento e benevolência.

### Teoria doEspírito
No capítulo final de “Bewusstsein: Einephilosophische Theorie”, Utz esboça uma Teoria do espírito que deve conter, entre outras coisas, uma teoria da linguagem, da ciência e da arte. Ainda não existe elaboração deste esboço.

### Obras Principais
- Die Notwendigkeit des Zufalls. Hegels spekulative Dialektik in der „Wissenschaft der Logik“,Paderborn: Schöningh, 2001, 327 p.
- Philosophie des Zufalls. Ein Entwurf, Paderborn: Schöningh, 2005, 202 p.
- Freundschaft. Eine philosophische Theorie, Paderborn: Schöningh, 2012, 346 p.
- Bewusstsein. Eine philosophische Theorie, Paderborn: Schöningh, 2014, 382 p.

### Artigos Selecionados
- Entrevista: Lógica, o estado puro da realidade, in: Revista do Instituto Humanitas Unisinos, v. 482 (2016);http://www.ihuonline.unisinos.br/index.php?option=com_content&view=article&id=6380&secao=482
- O “progresso na consciência da liberdade”: Um aspecto ético da Filosofia da História de Hegel, in: Ethica (Florianópolis), v. 14 (2015), 82-103;https://periodicos.ufsc.br/index.php/ethic/article/view/1677-2954.2015v14n1p82
- Entrevista: Ser Liberdade – O sujeito livre na filosofia hegeliana, in: Revista do Instituto Humanitas Unisinos, v. 430 (2013);http://www.ihuonline.unisinos.br/index.php?option=com_content&view=article&id=5233&secao=430
- Estado e Amizade, in: Ethica, v. 11 (2012), 87-103;https://periodicos.ufsc.br/index.php/ethic/article/view/1677-2954.2012v11n1p87
- A subjetividade na „Ciência da Lógica“, in: Veritas (Porto Alegre), v. 33 (2010), 116-129;http://revistaseletronicas.pucrs.br/ojs/index.php/veritas/article/view/7142
- A Benevolência na definição aristotélica da amizade, in: Hypnos (São Paulo), v. 22 (2009), 35-60.http://www.hypnos.org.br/revista/index.php/hypnos/article/view/66
- O existencial da liberdade: Hegel e as pré-condições da democracia, in: Ethica, v. 8 (2009), 169-186;https://periodicos.ufsc.br/index.php/ethic/article/view/1677-2954.2009v8n2p169
- Filosofia da Amizade: uma proposta, in: Ethica, v. 7 (2008), 151-164;https://periodicos.ufsc.br/index.php/ethic/article/view/1677-2954.2008v7n2p151
- O método dialético de Hegel, in: Veritas, v. 51 (2005), 165-185
- Liberdade em Hegel, in: Veritas, v. 50 (2004), 257-283.

### Literatura infantil
- Geschichten von Drache und Bär, com ilustrações de Daniel Napp, Düsseldorf: Sauerländer, 2006.